# العلاقات الدومينيكانية الكازاخستانية
العلاقات الدومينيكانية الكازاخستانية هي العلاقات الثنائية التي تجمع بين جمهورية الدومينيكان وكازاخستان.

## مقارنة بين البلدين
هذه مقارنة عامة ومرجعية للدولتين:
| وجه المقارنة                                              | جمهورية الدومينيكان | كازاخستان                      |
| --------------------------------------------------------- | ------------------- | ------------------------------ |
| المساحة (كم2)                                             | 48.67 ألف           | 2.72 مليون                     |
| عدد السكان (نسمة)                                         | 10.40 مليون         | 17.95 مليون                    |
| الكثافة السكانية (ن./كم²)                                 | 213.68              | 6.6                            |
| العاصمة                                                   | سانتو دومينغو       | نور سلطان                      |
| اللغة الرسمية                                             | اللغة الإسبانية     | اللغة القازاقية، اللغة الروسية |
| العملة                                                    | بيزو دومنيكاني      | تينغ كازاخستاني                |
| الناتج المحلي الإجمالي (بليون دولار)                      | 75.93 مليار         | 159.41 مليار                   |
| الناتج المحلي الإجمالي (تعادل القوة الشرائية) بليون دولار | 149.89 مليار        | 439.39 مليار                   |
| الناتج المحلي الإجمالي الاسمي للفرد دولار أمريكي          | 6.47 ألف            | 10.51 ألف                      |
| الناتج المحلي الإجمالي للفرد دولار أمريكي                 | 13.26 ألف           | 24.23 ألف                      |
| مؤشر التنمية البشرية                                      | 0.715               | 0.788                          |
| رمز المكالمات الدولي                                      | +1809، +1829، +1849 | +7                             |
| رمز الإنترنت                                              | .do                 | .kz، .қаз ‏                     |
| المنطقة الزمنية                                           | 00                  | ت ع م+05:00، ت ع م+06:00       |

## منظمات دولية مشتركة
يشترك البلدان في عضوية مجموعة من المنظمات الدولية، منها:
| علم المنظمة | اسم المنظمة                        | تاريخ انضمام جمهورية الدومينيكان | تاريخ انضمام كازاخستان |
| ----------- | ---------------------------------- | -------------------------------- | ---------------------- |
|             | الاتحاد البريدي العالمي            | ?                                | ?                      |
|             | يونسكو                             | 4 نوفمبر 1946                    | 22 مايو 1992           |
|             | البنك الدولي للإنشاء والتعمير      | 18 سبتمبر 1961                   | 23 يوليو 1992          |
|             | وكالة ضمان الاستثمار متعدد الأطراف | 7 مارس 1997                      | 12 أغسطس 1993          |
|             | منظمة الشرطة الجنائية الدولية      | ?                                | ?                      |
|             | مؤسسة التمويل الدولية              | 31 أكتوبر 1961                   | 30 سبتمبر 1993         |
|             | الأمم المتحدة                      | 24 أكتوبر 1945                   | 2 مارس 1992            |
|             | مؤسسة التنمية الدولية              | 16 نوفمبر 1962                   | 23 يوليو 1992          |
|             | منظمة حظر الأسلحة الكيميائية       | ?                                | ?                      |

## وصلات خارجية
- موقع وزارة الخارجية الكازاخستانية